# Hermann Guthe (Theologe)

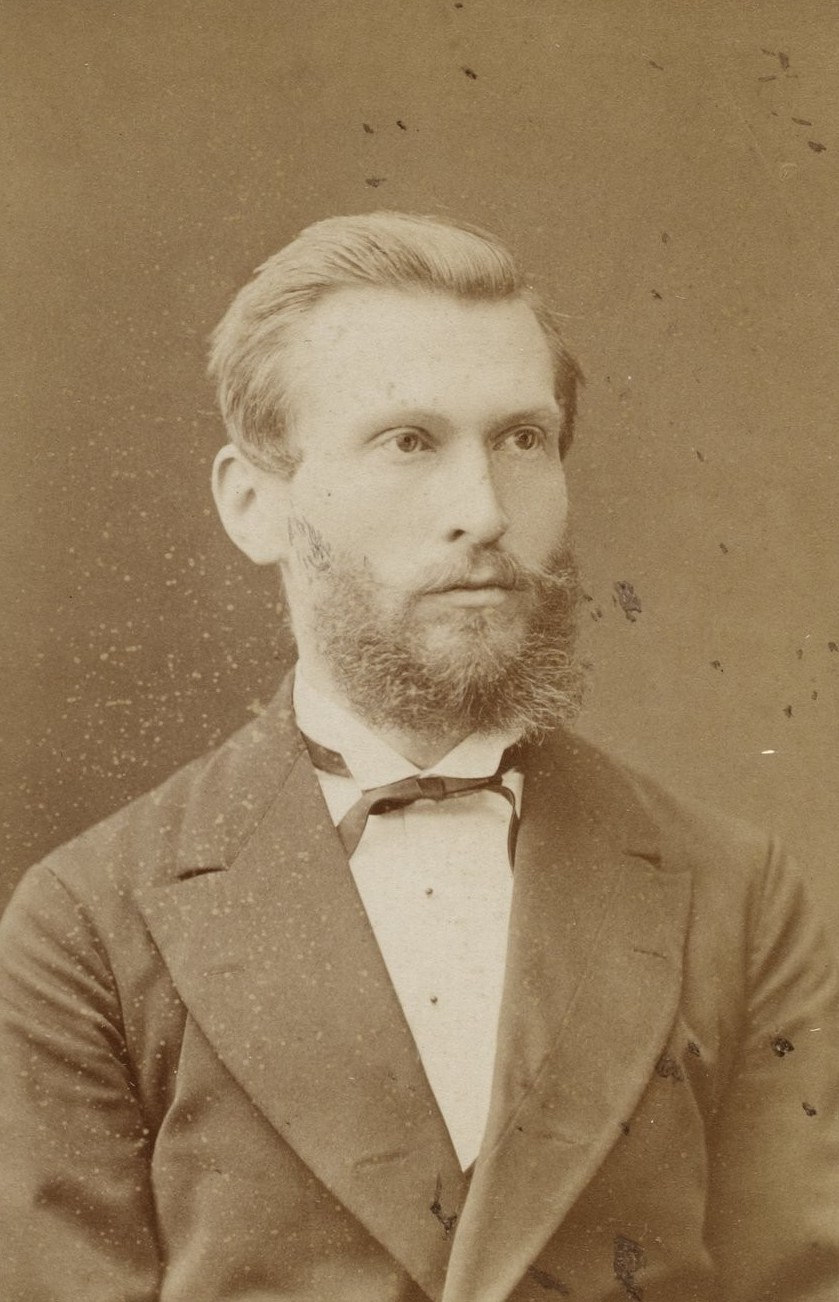
Hermann Guthe

Friedrich Wilhelm Leopold Hermann Guthe (* 10. Mai 1849 in Westerlinde; † 11. August 1936 in Leipzig) war ein deutscher Alttestamentler und Palaestinaforscher.
Hermann Guthe studierte von 1867 bis 1870 in Göttingen und Erlangen Theologie. 1877 habilitierte er sich in Leipzig und war dort von 1884 bis zu seiner Emeritierung 1921 Professor für Altes Testament. 1877 war er Mitbegründer des Deutschen Vereins zur Erforschung Palästinas. 1909 wurde er Ehrendoktor der Universität Leipzig.

## Schriften
- Fragmente einer Lederhandschrift enthaltend Mose’s letzte Rede an die Kinder Israel. Leipzig 1883.
- mit Georg Ebers: Palästina in Bild und Wort, 2 Bände, 1883–1884.
- Das Zukunftsbild des Jesaja, 1885.
- Geschichte des Volkes Israel, 1899.
- mit Hans Fischer: Handkarte von Palästina. In: Zeitschrift des Deutschen Palästinavereins, Jg. 13 (1890), Tafel 2.
- mit Hans Fischer: Wandkarte von Palästina, 1896 (und weitere Auflagen).
- The Books of Ezrah and Nehemiah (= The Sacred Books of the Old Testament, Band 19). 1901.
- mit Paul Palmer: Die Mosaikkarte von Madaba, 10 Tafeln in Farbendruck, 1906.
- mit Eduard Sievers: Amos, metrisch bearbeitet. Teubner, Leipzig 1907.
- Jesaia. Mohr, Tübingen 1907.
- Luther und die Bibelforschung der Gegenwart. Mohr, Tübingen 1917.
- Die Hedschasbahn von Damaskus nach Medina, ihr Bau und ihre Bedeutung. Göblers Geographisches Institut, Leipzig 1917.
- Die griechisch-römischen Städte des Ostjordanlandes (= Das Land der Bibel, Band 2, Teil 5). Hinrichs, Leipzig 1918.
- Gerasa (= Das Land der Bibel, Band 3, Teil 1,2). Hinrichs, Leipzig 1919.

Als Herausgeber:
- Kurzes Bibelwörterbuch, 1903.
- Bibelatlas in 20 Haupt- und 28 Nebenkarten, 1911 (Zweite, vermehrte und umgearbeitete Auflage. 1926: doi:10.25673/39610).
- Zeitschrift des Deutschen Palästinavereins, 1877–96.
- Mitteilungen und Nachrichten des Deutschen Palästinavereins, 1897–1906.

## Porträt
- Fotografie von G.[eorg] Brokesch, Leipzig, Kabinettformat(?), rückwärtig handschriftlicher Lebenslauf für die Société de Géographie, Paris, datiert 19.3.86 (BnF Gallica).